# Szkoła-studio MChAT
Szkoła-studio (wyższa) im. W. Niemirowicza-Danczenko przy MChAT im. A. Czechowa, dawniej Szkoła-studio (wyższa) im. W. Niemirowicza-Danczenko przy MChAT ZSRR im. M. Gorkiego (ros. «Школа-студия (вуз) имени Вл. И. Немировича-Данченко при МХАТ имени А. П. Чехова», w latach 1943–1989: «Школа-студия (вуз) имени В. И. Немировича-Данченко при МХАТ СССР имени М. Горького») – radziecka, następnie rosyjska uczelnia publiczna w Moskwie.
Za datę powstania uczelni przyjmuje się rok 1943.